# Église Saint-Pierre de Langon
Pour les articles homonymes, voir Église Saint-Pierre.
L'église Saint-Pierre est une église catholique située à Langon (Ille-et-Vilaine), en France. L'édifice est inscrit au titre des monuments historiques en 2002.

## Localisation
L'église est située dans le département français d'Ille-et-Vilaine, sur la commune de Langon.

## Historique
Langon est sous la juridiction des moines de Saint-Sauveur de Redon depuis 834. L’édifice actuel est bâti du XIe au XIIe siècle par les moines de l’abbaye de Redon. Commençant par la façade, la nef et la croisée sont construites au XIe siècle, pour se poursuivre avec le chevet au XIIe siècle.
La chapelle latérale nord date du XVe siècle.
Au XVIe siècle, les bas-côtés sont remontés, obstruant les fenêtres hautes de la nef. En 1587, le transept sud et l'absidiole sud sont reconstruits.
En 1835-1836, des restes de peintures sont découverts dans l’église et recouverts de chaux dix ans plus tard. En 1840, l’absidiole sud est transformée en sacristie.
En 1922-1923, l’intérieur de l’église est entièrement recouvert d’un décor peint de faux-appareil et de frises, avec vierge trônant sur l’arc diaphragme.

## Description

### Extérieur
L’édifice est en forme de croix latine. Il est surmonté à la croisée par une courte tour carrée coiffée d’une toiture complexe, réalisé entre 1920 et 1923, chef-d’œuvre de charpentier formé d’un clocher central entouré de 12 lucarnes à clochetons en référence aux Christ entouré des Apôtres.
La façade ouest a été élevée au XIe siècle, lors de la première campagne de construction. Malgré des transformations ultérieures — agrandissement de la fenêtre axiale, rehaussement des bas-côtés — elle présente encore une façade  caractéristique avec ses deux contreforts maçonnés et sa porte de plein cintre.
Le chevet présente un plan bénédictin : une abside flanqué une absidiole sur chaque bras du transept. L’abside est flanquée de contreforts plats se rejoignant par des arcs de plein cintre, formant une arcature aveugle qui court sur tout l’hémicycle. On note la trace d’une petite fenêtre de plein cintre bouchée dans chaque arcade.

### Intérieur
Longtemps datée de la fin du XIIe siècle du fait des modifications et des peintures qui en rendent l’analyse difficile, la nef de quatre travées à trois vaisseaux, couverte de charpente, pourrait dater du XIe siècle. Les grandes arcades à double rouleaux — de plein cintre à l’origine, retaillées en arc brisé ultérieurement —, retombent sur des piles très larges, cruciformes, à imposte simple. Au-dessus, on distingue sous l’enduit la trace de fenêtres de plein cintre murées dont le rythme ne correspond pas à celui des arcades inférieures, disposition qui peut s’observer dans la nef de l’abbatiale de Saint-Mélaine de Rennes, également du XIe siècle.
La nef ouvre sur la croisée de transept par un arc brisé à double rouleau. Modifié dans les années 1920, il était originellement de plein cintre, tout comme ceux donnant sur les bras du transept, qui montrent une disposition archaïque : ils sont nettement plus petits que l’arc diaphragme, laissant une surface de mur nu sur le côté. Cette disposition qu’on retrouve dans des ouvrages du Xe siècle (abbatiale de Saint-Michel de Cuxa, chapelle Sainte-Anne de l’île de Batz) privilégie l’axe principale de composition et fait des bras du transept des chapelles séparées du volume central. Des colonnes engagées marquent les quatre coins de la croisée, correspondant peut-être à un projet de voûtement abandonné.
L’hémicycle du chœur dont les fenêtres ont été murées est occupé par un grand retable.
La charpente a été construite en 1185 soit 2 siècles avant celle de Notre-Dame, ce qui en fait la plus vieille charpente de Bretagne.

### Décor peint
La voûte de l’absidiole nord présente un décor peint (fin XIIIe ou début XIVe siècle) représentant probablement un Christ tétramorphe, en partie masqué. Il constitue le dernier témoin d’un ensemble de peintures qui, selon des témoignages du XIXe siècle, semblait recouvrir entièrement l’édifice.
L'arc triomphal de l'église est ornée d'une Vierge du Salve Regina, œuvre de Pierre Galle (1883-1960). Sa restauration ponctuelle en 1983 a révélé des fragments de peinture romane, confortant l'hypothèse d'un édifice peint.

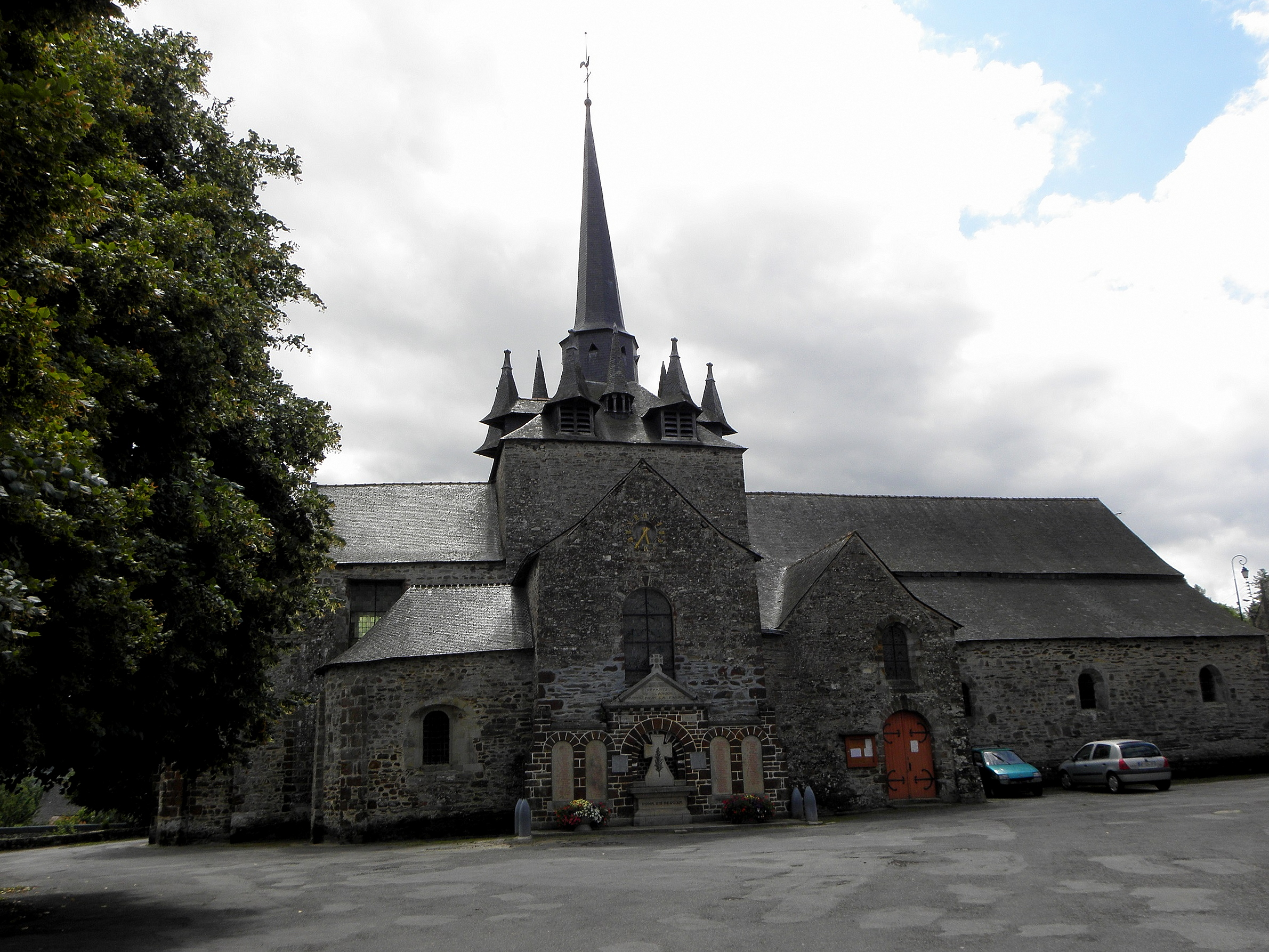
Vue du côté nord.
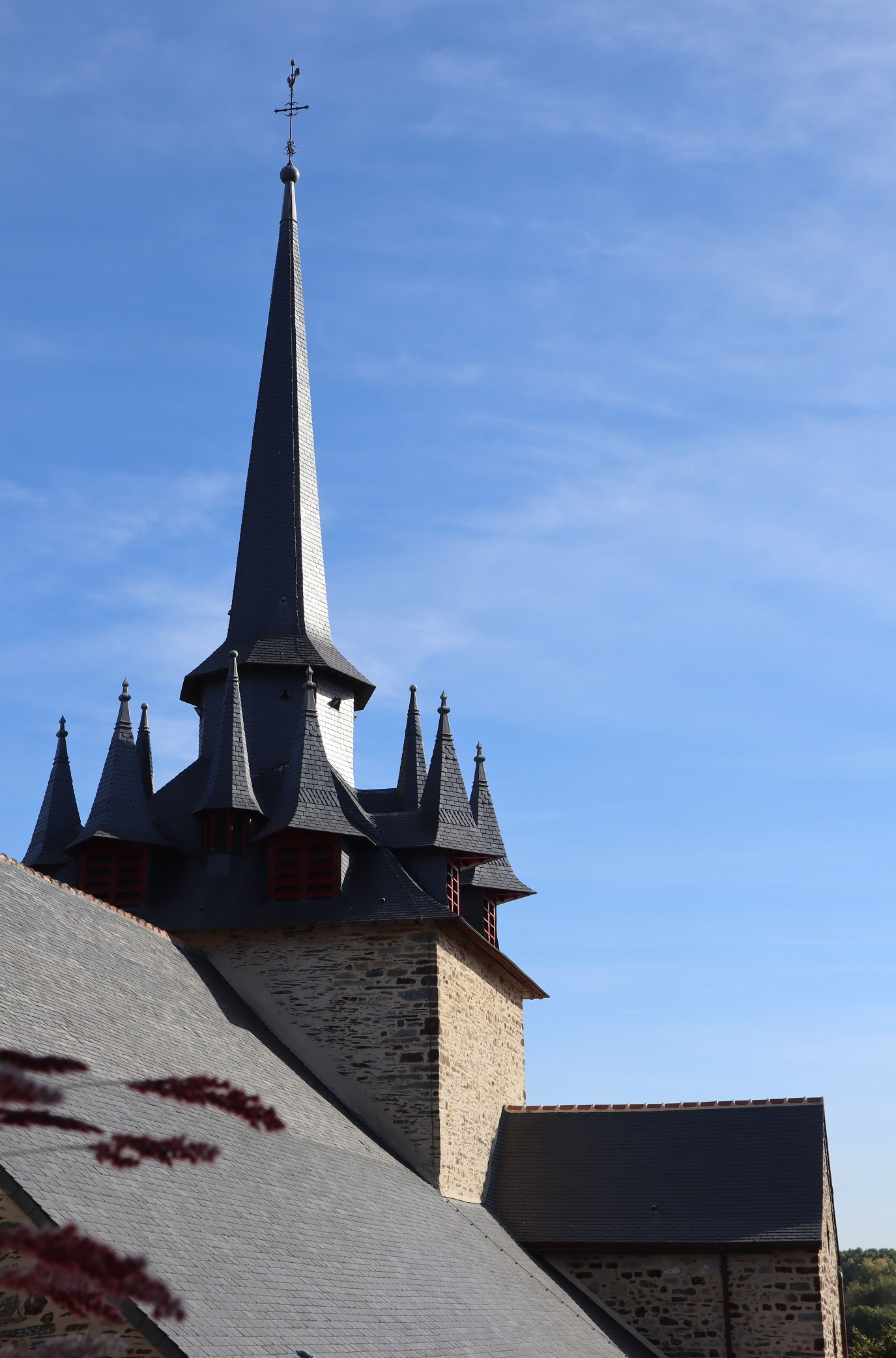
La flèche.
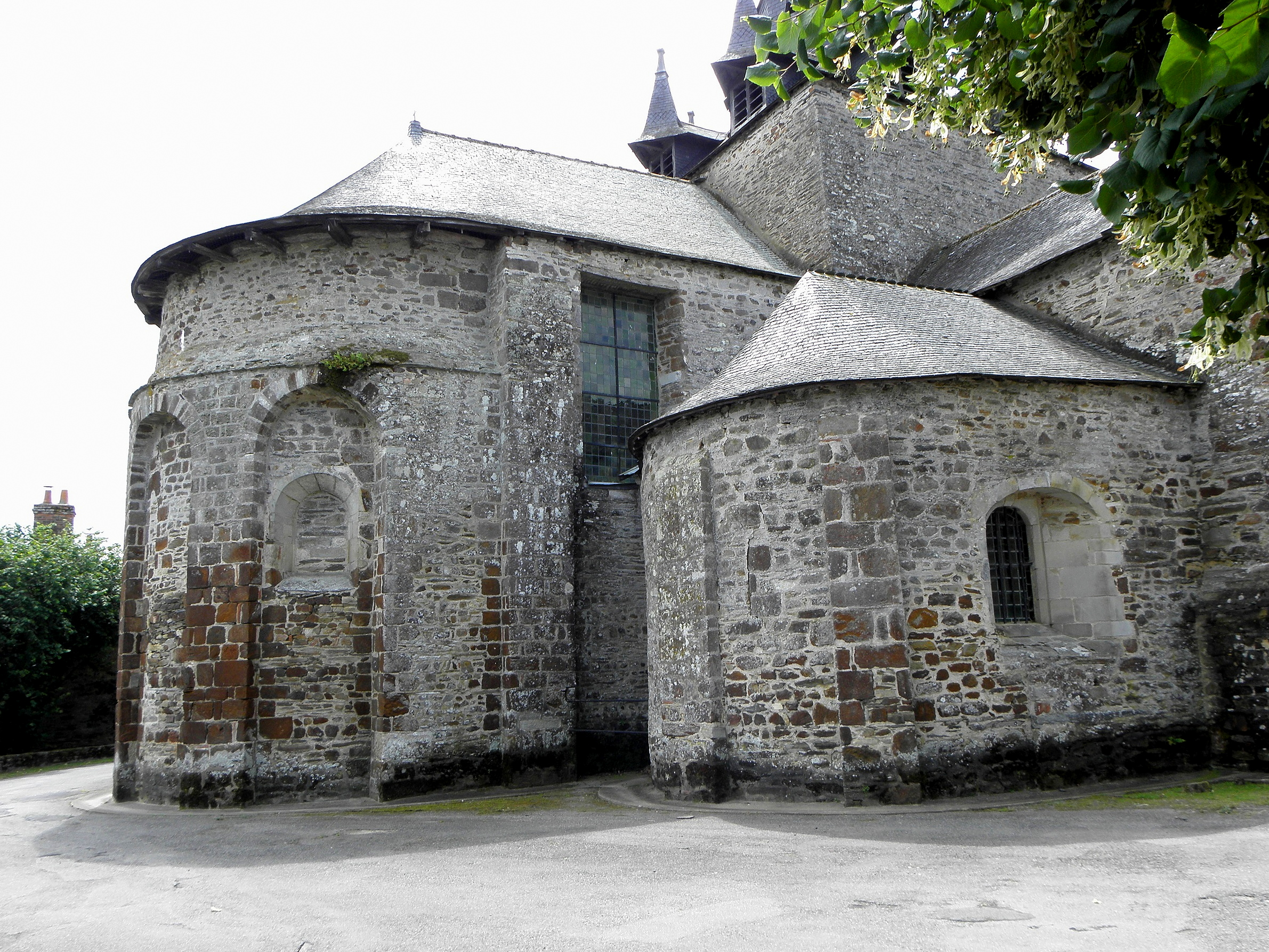
Le chevet .